# Forêt de Darney
Pour les articles homonymes, voir Darney (homonymie).

Forêt labelisée

La forêt de Darney est une forêt labelisée Forêt d'Exception de 15 000 hectares située essentiellement dans le sud-ouest du département des Vosges et pour une petite partie dans celui de la Haute-Saône.  Elle est traversée par la vallée de l'Ourche.

## Géographie
La forêt s'étend sur 36 communes[Lesquelles ?], dont 35 dans le département des Vosges (réparties entre les cantons de Darney et de Monthureux-sur-Saône), et une dans le département de la Haute-Saône (Passavant-la-Rochère). Sur ces 36 communes, seules 3 ont plus de 1 000 habitants et 24 ont moins de 200 habitants.
De nombreux ruisseaux parcourent cette forêt riche en sources, notamment l'Ourche, qui descend la vallée de l'Ourche.

## Histoire

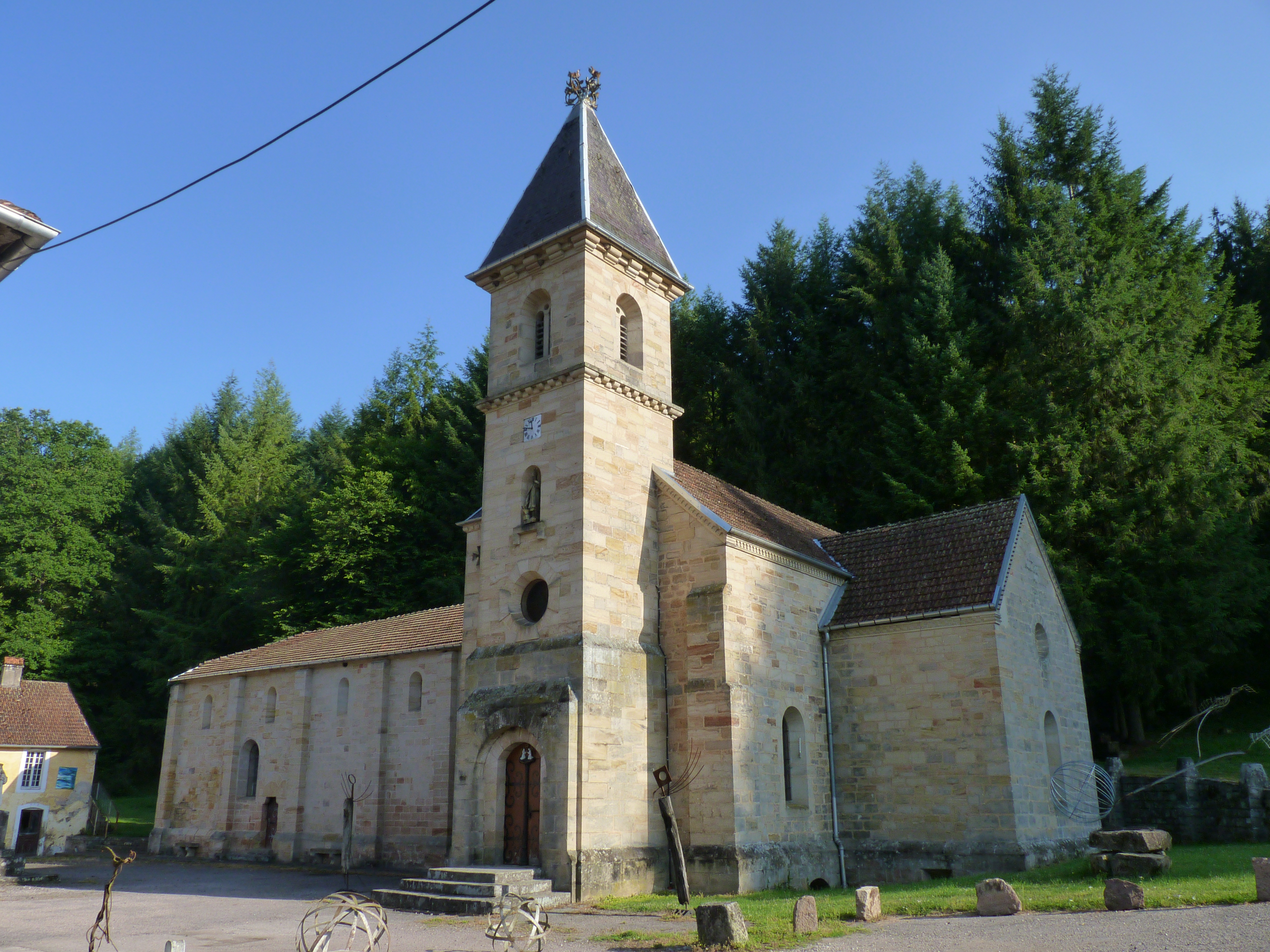
Abbaye de Droiteval dans la vallée de l'Ourche

En 1260, la maison de Lorraine prend possession de la forêt de Darney.
Du XIIe au XVe siècle, des abbayes et des prieurés de moines cisterciens s'installent dans la forêt, comme l'abbaye de Droiteval sur la commune de Claudon.
Les ducs de Lorraine font venir en forêt de Darney des familles de verriers tchèques qui deviendront par la charte des verriers de 1448 des gentilshommes verriers et développeront cette activité jusqu'au XVIIe siècle. On dénombrera près de 30 verreries.
La guerre de Trente Ans entraînera le déclin de l'activité verrière qui sera remplacée au XVIIIe siècle par l'installation de forges et aciéries dans la vallée de l'Ourche. Il reste aujourd'hui une seule verrerie – la plus ancienne verrerie de France en activité – à La Rochère.
Le 25 septembre 2023, elle obtient le label forêt d'exception.

## Économie
La société Merrain International, implantée à Monthureux-sur-Saône, fabrique des merrains et des tonneaux à partir des chênes de la forêt.
Par ailleurs, plusieurs scieries artisanales ou semi-industrielles de la région (Bleurville, Darney...) transforment le bois de la forêt.

## La forêt
Les 15 000 hectares de la forêt se répartissent comme suit :
- 8 000 hectares de forêt domaniale ;
- 5 000 hectares de forêt privée ;
- 2 000 hectares de forêt communale.

La forêt de Darney est surtout connue pour ses chênes réputés de grande qualité et destinés principalement à la fabrication des merrains - pièces de bois formant les tonneaux.
Les prévisions pour la forêt domaniale devraient conduire à environ 60 % de la superficie en chêne. Aujourd'hui 40 % de chêne et le reste en hêtres et divers.
La forêt de Darney a souffert lors des deux récentes tempêtes, celle du 11 juillet 1984 et celle du 26 décembre 1999.

## Littérature
- Jeanne Cressanges a fait revivre dans son roman Les Eaux rouges (1988) le domaine verrier de Lichecourt, situé dans la forêt de Darney[2].